# 三塊厝 (學甲區)
三塊厝是臺灣臺南市學甲區的一個傳統地域名稱，慈濟宮選舉區則屬下角區，對學甲居民來說一般說的三塊厝，是指將軍區苓仔寮跨將軍溪對岸的一個小聚落，目前行政畫分為學甲區仁得里。  然而向西約三公里位於將軍溪的溪畔高地二重港北邊，也有一個小聚落因早期僅有三五戶人家，二重港居民也將此地稱做三塊厝的小聚落，早期曾是舊時學甲十三庄二重港庄頭中的聚落之一，知名企業家侯雨利便曾是居此地。

## 地理位置
三塊厝聚落位在學甲市區的西南郊，聚落在信義路以西， 北邊有臺南市174線經過聚落外圍，南邊至寶發路，而將軍溪溪道則由西向東南延伸，至下角往南，其西南方向隔著將軍溪，便是將軍區的苓仔寮聚落。
至於二重港的三塊厝，則是位於174線市道二重港內的南北兩側一帶。

## 建庄脈絡
三塊厝（Sann-tè-tshù）雖地處於離學甲市區不遠的西南郊，然此地因靠近將軍溪畔恐有水犯之虞，所以早期乏人前往進行開墾，也因此聚落原為荒埔地。直到約日治初期時（20世紀初期前後），方才有莊、陳、王姓等3戶遷聚於此進行開墾，而因開墾之初此地僅有搭建三五間草寮，久而久之鄰近的居民便稱呼此地之為「三塊厝」或者「三塊厝仔」。
至於二重港的三塊厝，位在174線市道南北兩側一帶，其是來自福建泉州南安縣18都侯安鄉后頭的侯啟流，攜眷來臺後先是居二重港庄頭路北邊的三塊厝角，因三塊厝族系開臺祖侯啟流居此最早僅有３棟草厝而得名，現今是二重港人口最多者，並傳有得勝、再興、萬家3房。清乾隆15年（1750年），三塊厝族系侯啟流的親兄弟侯雷攜眷來臺後，世居二重港庄南「七房角」，傳有侯雙、光糞、光民、四犁、光當、光㒴、光東等7房。

## 宗教
早期三塊厝雖僅是一個戶數不多的小聚落，然也有屬於自己聚落的公廟即南天宮，主祀為神農開天炎帝（五穀先帝），陪祀則有 : 太白金星、獅爺、虎爺、中壇元帥等。該廟於1981年先行安臨時壇，並於1988年第一次工程完工並慶祝落成及入火安座。

## 名人
二重港的三塊厝出了幾個政商界的名人，尤其是在174線上。「二重港侯」是這一條線上最為突出者，在政治上，曾經極其不易的任職過北門鄉長一段時間，在政治上以原北門鄉老鄉長侯吉定，以及曾任臺南市議員侯澄財為代表，另外在經濟上，則以「臺南幫」奠基者之一的侯雨利及其家族最為可觀。
侯吉定（1910 – 卒年不詳），為北門鄉第二與第三屆民選鄉長，任期為1953 – 1960年，四度越海到祖籍侯安鄉尋根謁祖，曾於1988年到南安尋根謁祖，同時並回羅東維新村尋根謁祖，且捐資二百萬元臺幣修建祖祠並為鄉里祖地興建幼稚園。    後又於1993年，與該庄侯澄財、侯當民、侯止、侯瑞彬、侯武田、侯世惠等人，成立二重港侯氏宗祠籌備會，推動宗祠籌建工作，並且1993年至2004年間五次修訂族譜。  
侯澄財（1944 -），出身於三塊厝族系大房侯得勝派下，曾任原臺南縣議會第12屆（1990 - 1994）、15-16屆（2002 - 2010）縣議員，臺南縣市合併後，又當選首屆（2010 - 2014）臺南市（直轄市）市議員。 
侯雨利（1900 - 1989），生於臺南北門區二重港，「三塊厝族系」的侯基，並未受過正式教育，他4歲喪父，全憑母親代父職，自幼家境三分清苦，三餐吃的是地瓜簽，偶爾家裡買只咸魚頭，反復煮湯可吃上半個月。他的母親和他說：「連魚頭都吃不起的人，以後有能力，一定要幫助窮苦人。  從小就到叔叔侯基的布行習藝，後來侯基的姪子侯調、侯排、侯雨利先後進到布行當學徒，眾人學成創業之後，3人之中尤以侯雨利最為發達，在當時便號稱臺南首富，與王永慶有「南侯北王」之稱。其後來遷居臺南市獨資創立新復興布行，吳修齊及高清愿都曾是布行的學徒，吳修齊到侯雨利布行當學徒後又提拔高清愿，如此師徒相傳，成就今日「臺南幫」的企業版圖。

## 軼事
二重港曾依各族系現有人口數的多寡而分成10股，以便能達到分工處理全庄及庄廟的公共事務，股份的名額分配，其中三塊厝便佔了4股為最大股份，其餘為：塭仔內（大房）1股、竹圍仔（2房）1股、七房2股（東七房、西七房各 1股）、後厝1股、什姓1股，而什姓多與侯姓有親戚關係者。

## 圖集

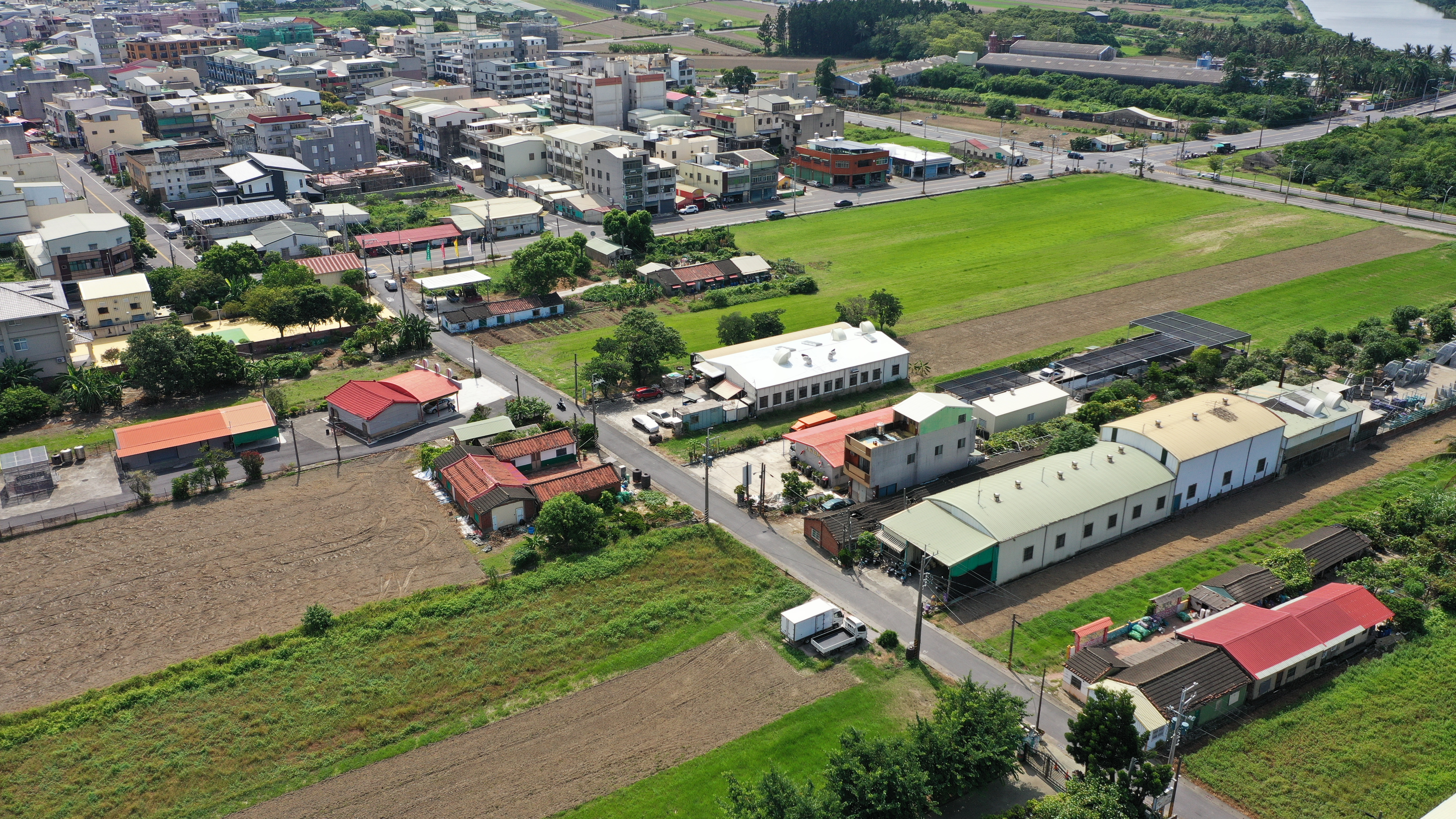
學甲三塊厝-空照
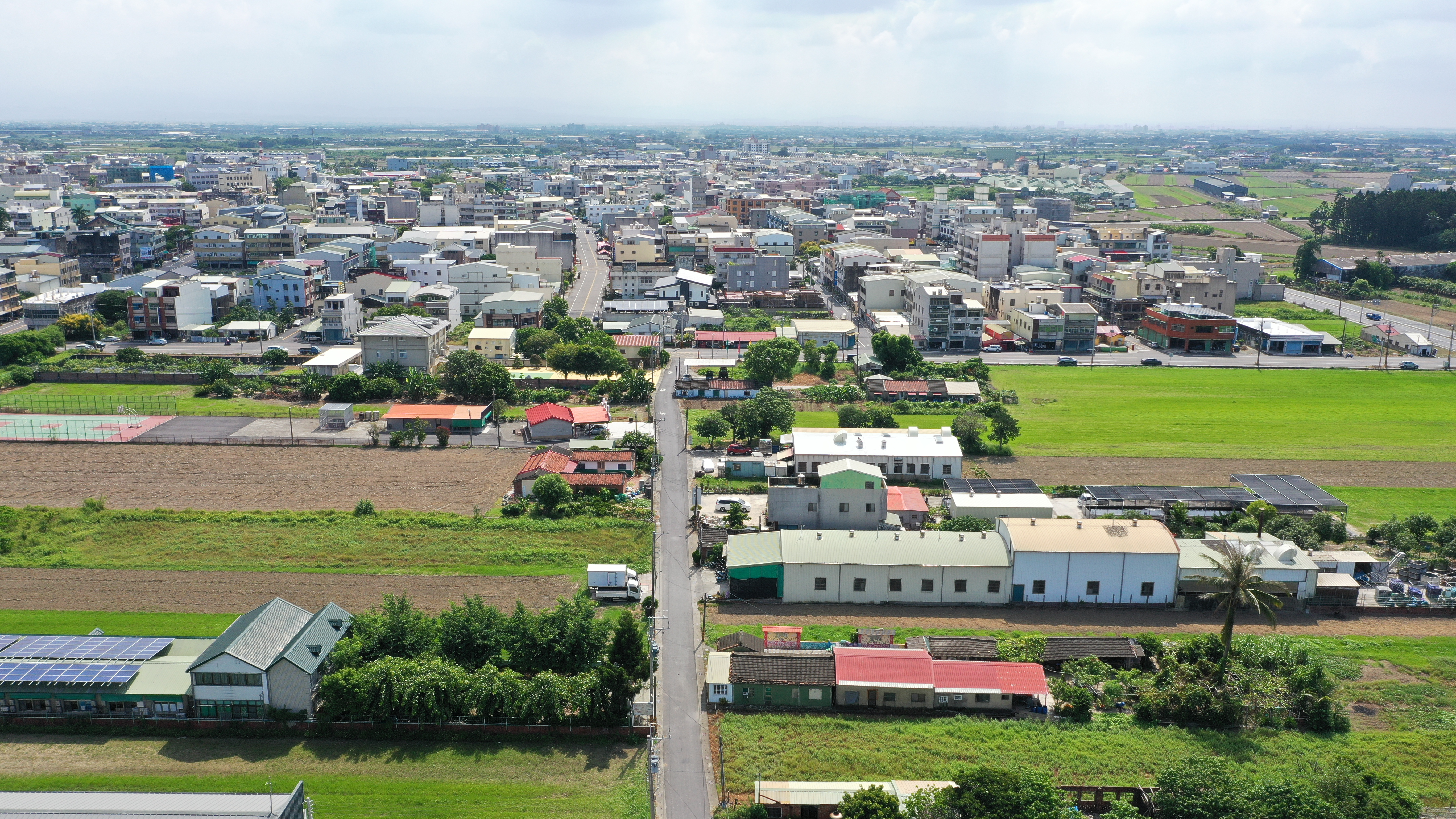
學甲三塊厝-屋舍空照
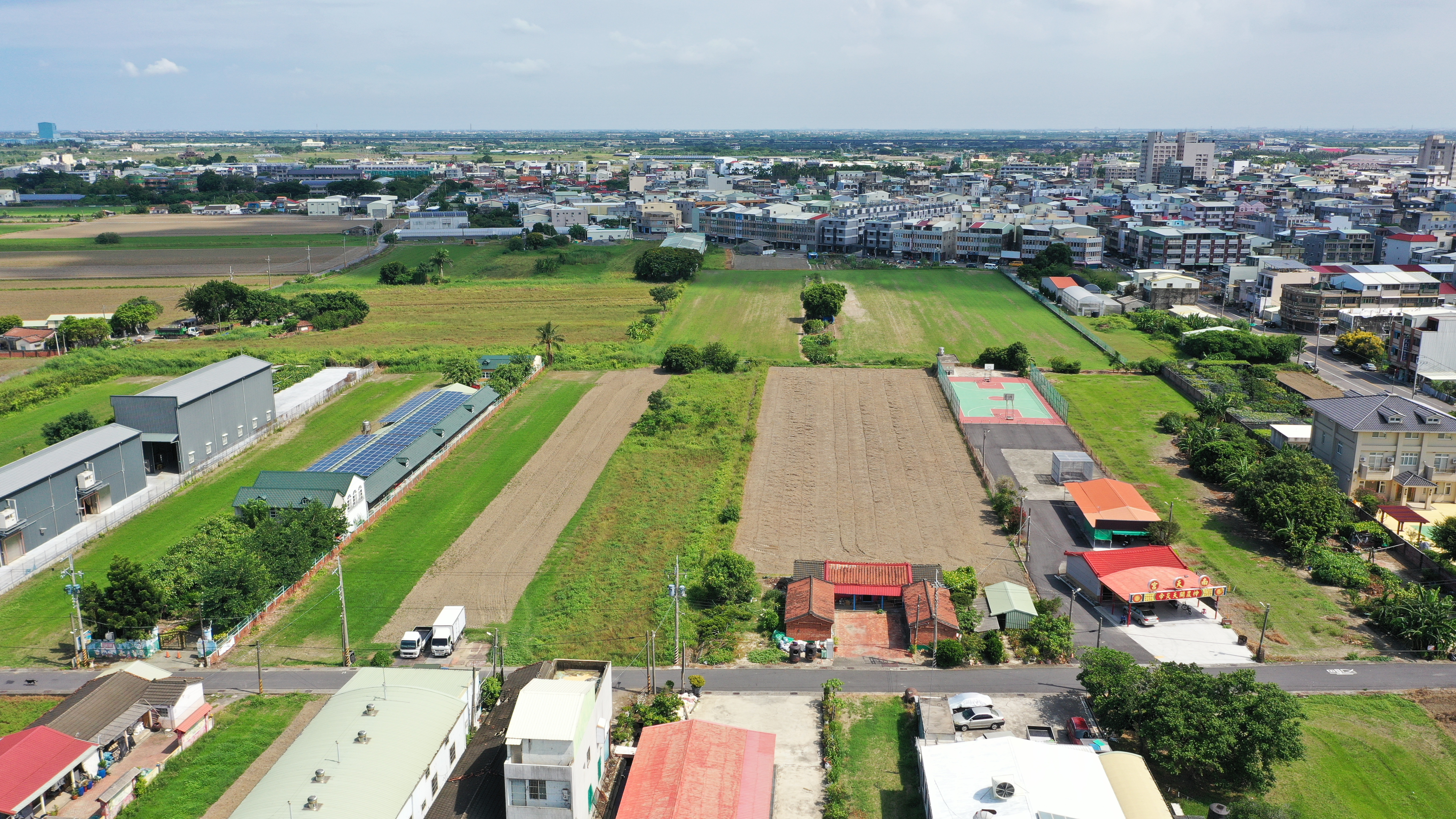
學甲三塊厝-農田
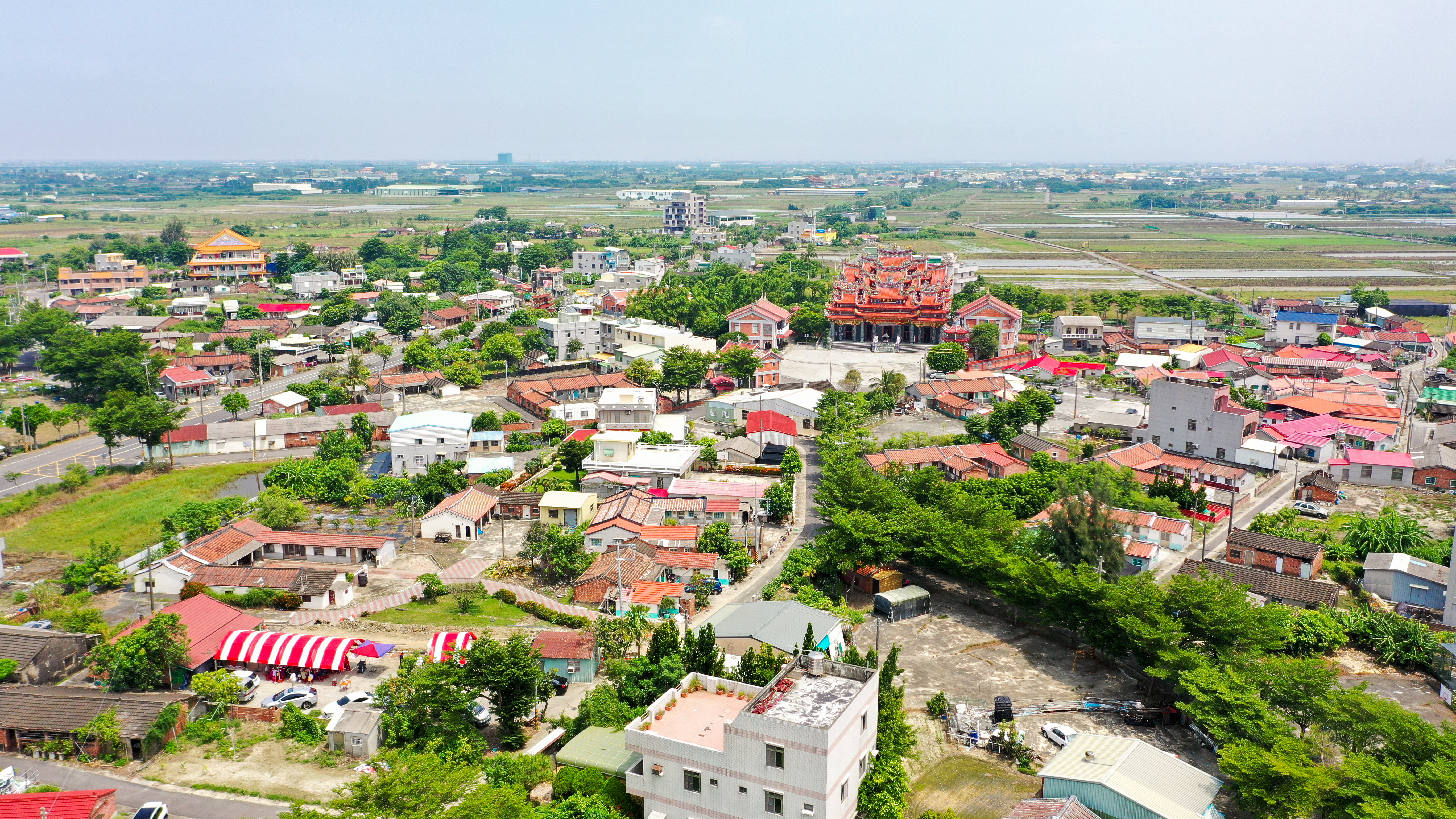
北門二重港-三塊厝及鄰近聚落